# Sant Jordi de la Llavinera
Sant Jordi de la Llavinera és una església de Sant Pere Sallavinera (Anoia) inclosa a l'Inventari del Patrimoni Arquitectònic de Catalunya.

## Descripció
Es tracta d'un petit edifici de planta rectangular, al qual s'accedeix per una petita porta situada als peus de l'església. L'interior de l'església és cobert per una volta de creuer.

## Història
Ha estat sufragània de l'església parroquial de Sant Pere Sallavinera des de la seva fundació fins a l'actualitat. És documentada des del 1626, però segurament és més antiga.
Darrerament fou objecte d'una restauració no gaire encertada.